# 白浜郵便局
白浜郵便局（しらはまゆうびんきょく）は、和歌山県白浜町にある郵便局。民営化前の分類では集配特定郵便局であった。

## 概要
住所：〒649－2299 和歌山県西牟婁郡白浜町911－29
白浜町唯一の集配郵便局である。

## 沿革
- 1998年 (平成10年)7月1日 - 普通郵便局から特定郵便局へ局種別改定。
- 2007年（平成19年）10月1日 - 民営化に伴い、併設された郵便事業田辺支店白浜集配センターに一部業務を移管。
- 2012年（平成24年）10月1日 - 日本郵便株式会社発足に伴い、田辺郵便局白浜集配センターを白浜郵便局に統合。

## 取扱内容
- 郵便、印紙、ゆうパック、内容証明
- 貯金、為替、振替、振込、国債、国際送金
- 生命保険、バイク自賠責保険
- ゆうちょ銀行ATM
- 白浜町内全域の集配業務

## 風景印
- 図柄は湯崎温泉を表す温泉マークとハマユウと円月島の遠望。局名表記は「和歌山　白浜」
- 使用開始日は1998年7月1日

## 周辺
- 白良浜
- ホテル川久
- コガノイベイホテル
- 白浜町立白浜中学校
- グルメシティ
- 権現崎
- 円月島
- 白浜戎神社
- 白浜海岸公園
- 白浜エネルギーランド
- 南白浜道路

## アクセス
- 駐車場あり：3台